# وایتوود، ساسکاچوان
وایتوود، ساسکاچوان (به انگلیسی: Whitewood, Saskatchewan) یک منطقهٔ مسکونی در کانادا است که در ساسکاچوان واقع شده‌است. وایتوود ۳٫۰۴ کیلومتر مربع مساحت و ۸۶۰ نفر جمعیت دارد و ۵۹۸٫۳۰ متر بالاتر از سطح دریا واقع شده‌است.